# Heteropsomys insulans
Heteropsomys insulans är en utdöd däggdjursart som beskrevs av Anthony 1916. Heteropsomys insulans ingår i släktet Heteropsomys och familjen lansråttor. IUCN kategoriserar arten globalt som utdöd. Inga underarter finns listade i Catalogue of Life.
Denna gnagare levde i Puerto Rico och på mindre öar i samma område. Den fanns kanske kvar när européerna nådde Västindien. Möjligen klarade den inte konkurrensen av introducerade råttor.